# Vorbringen
Das Vorbringen oder der Vortrag einer Prozesspartei (Parteivortrag) stellt die Gesamtheit der Behauptungen dar, die eine Partei in einem Zivilprozess vorbringt. Man unterscheidet zwischen Rechtsansichten und Tatsachenbehauptungen. Nach § 291 ZPO bedürfen gerichtsbekannte offenkundige Tatsachen keines Beweises § 291. Der Vortrag von Tatsachen ist vor allem im Zivilprozess von Bedeutung. Das Zivilgericht hat den tatsächlichen Sachverhalt nicht von Amts wegen aufzuklären, sondern den Tatsachenvortrag der Parteien zugrunde zu legen (Verhandlungsgrundsatz oder Beibringungsgrundsatz) und hierüber gegebenenfalls Beweis zu erheben (vgl. näher hierzu Relationstechnik).

## Die Rechtslage im deutschen Zivilprozess
Die Zivilprozessordnung (ZPO) regelt die Erklärungs- und Vortragspflichten der Parteien näher in § 138.

## Wahrheitspflicht der Parteien
§ 138 Abs. 1 ZPO normiert die Wahrheitspflicht der Partei.
Die Parteien haben ihre Erklärungen über tatsächliche Umstände vollständig und der Wahrheit gemäß abzugeben. Soweit hier auch ein vollständiger Vortrag gefordert wird, meint dies nicht, dass die Partei verpflichtet wäre, alles vorzutragen, was zur Sache gehören könnte. Die Pflicht zur Vollständigkeit ist vielmehr ein Unterfall der Wahrheitspflicht und meint, dass die Erklärung der Partei nicht durch Auslassungen unwahr werden darf. Im Übrigen ist unvollständiges oder unsubstantiiertes Vorbringen nur insoweit sanktioniert, als es keiner Beweiserhebung bedarf und im Urteil nicht berücksichtigt werden muss, etwa eine Behauptung ins Blaue hinein.

## Wahrheitspflicht des Rechtsanwalts
Der Rechtsanwalt ist zur Wahrheit im Zivilprozess verpflichtet. Er darf zugunsten seines Mandanten weder unwahre Tatsachen vortragen noch wahre Tatsachen verschweigen, sofern dies zu einer unwahren Sachverhaltsdarstellung führt. Ebenfalls untersagt ist ihm das Bestreiten wahrer Tatsachen. Seine Wahrheitspflicht ergibt sich aus seiner Stellung als Organ der Rechtspflege (§ 1 BRAO). Danach ist er verpflichtet, an der Verwirklichung und Aufrechterhaltung der Rechtspflege mitzuwirken, was ihm Unwahrheiten vor Gericht wegen der Gefahr von Fehlurteilen verbietet. Wenn er gleichwohl Unwahrheiten vorträgt und die Gegenseite dadurch den Prozess verliert, haftet er dieser auf Schadensersatz. Dies ist ein Fall der sogenannten Dritthaftung, weil der Anwalt hier nicht seinem Mandanten, sondern einem Nichtmandanten (Dritten) haftet.

## Erklärungspflicht
In § 138 Abs. 2 und 3 wird sodann die Erklärungspflicht jeder Partei näher dargelegt. Hierbei bestimmt Abs. 2, dass jede Partei sich über die von dem Gegner behaupteten Tatsachen zu erklären hat. Diese Erklärung kann dabei grundsätzlich dahin gehen, dass das gegnerische Vorbringen entweder zugestanden oder bestritten wird.

### Zugestandenes Vorbringen
Gesteht der Gegner eine Tatsachenbehauptung der anderen Partei zu, so liegt insoweit ein unstreitiger Vortrag vor. Bedeutsam ist hierbei, dass das Gericht an das unstreitige Parteivorbringen gebunden ist. Es darf über Fragen, die zwischen den Parteien eines Zivilprozesses nicht in Streit stehen, keinen Beweis erheben. Selbst wenn das Gericht aus anderen Gründen von der Unrichtigkeit des unstreitigen Vorbringens überzeugt ist, muss es dennoch seine rechtliche Würdigung an diesem unstreitigen Sachvortrag der Parteien ausrichten. So kann es dazu kommen, dass eine Partei für sie ungünstige Tatsachen zum unstreitigen Vortrag erhebt, indem sie auf den Vortrag der anderen Partei Bezug nimmt, ohne die für sie ungünstige Tatsache zu bestreiten. Dies ist sogar auch im Versäumnisverfahren möglich, wenn auf eine Behauptung der säumigen Partei Bezug genommen, diese aber nicht oder nur teilweise bestritten wird.
Die Regelungen über den unstreitigen Vortrag sind eine direkte Folge dessen, dass es im Zivilprozess gerade keine Amtsaufklärungspflicht gibt. Das Gegenteil gilt etwa im Strafprozess: Hier kommt dem Gericht nach § 244 Abs. 2 StPO eine umfassende Pflicht zur Sachverhaltsaufklärung zu. Das Gericht wäre deswegen daran gehindert, ein Geständnis des Angeklagten ungeprüft seiner Verurteilung zu Grunde zu legen.

### Bestrittenes Vorbringen
Bestreitet eine Partei das Vorbringen der anderen, so ist zunächst zu prüfen, ob eine der Parteien für das jeweilige Vorbringen Beweis angeboten, also ein Beweismittel benannt hat, durch welches das bestrittene (oder: streitige) Vorbringen bewiesen werden soll. Hier kommen alle auch aus anderen Verfahrensordnungen bekannten Beweismittel, wie der Zeugenbeweis, der Beweis durch Sachverständigengutachten, gerichtlichen Augenschein oder Urkunden in Betracht. Ist zu einer für die Entscheidung erheblichen Tatsache ein Beweis angeboten worden, so muss das Gericht diesen Beweis erheben. Erachtet es nach durchgeführter Beweiserhebung das Vorbringen für bewiesen, kann und muss das Gericht dieses Vorbringen seinem Urteil auch dann zu Grunde legen, wenn die Gegenseite an ihrem Bestreiten festhält. Gelingt der Beweis nicht, oder fehlt es von vornherein an einem Beweisangebot, so muss das Gericht fragen, welche der Parteien für den streitigen Umstand beweispflichtig wäre, und die Tatsache, dass eine Aufklärung nicht möglich war, zum Nachteil ebendieser Partei werten.

### Fehlende Erklärung
§ 138 Abs. 3 bestimmt die Folge, die sich aus einem Verstoß gegen die Pflicht zur vollständigen Erklärung gemäß § 138 Abs. 2 ergibt: In diesem Falle ist nämlich das gegnerische Vorbringen wie zugestandenes Vorbringen zu behandeln. Man spricht hier von der Geständnisfiktion. Zu beachten ist jedoch, dass es hier nicht zwingend eines ausdrücklichen Bestreitens bedarf. Aus einer Gesamtbetrachtungsweise des übrigen Parteivorbringens, bei dem auch zeitlich vorhergehendes Vorbringen zu berücksichtigen ist, kann sich vielmehr auch ein konkludentes Bestreiten ergeben, so dass hieraus trotz fehlender expliziter Erklärung eben nicht die Behandlung des gegnerischen Vorbringens als zugestandenes Vorbringen folgt. Ferner reicht für die Annahme einer Geständnisfiktion nicht schon das lediglich fehlende Bestreiten aus. Vielmehr muss laut Rechtsprechung des Bundesverfassungsgerichts ein konkludent geäußerter Geständniswille gegeben sein.

## Nichtwissen
Im Rahmen des Vorbringens einer Partei können Umstände behauptet werden, welche die Gegenseite weder zugestehen möchte, noch substantiiert bestreiten kann. Ein Beispiel wäre das Vorbringen eines als Kläger auftretenden Vermieters, der zur Begründung seiner Räumungsklage ausführt, andere Mieter hätten sich über den Beklagten beschwert, weil dieser die Hausordnung nicht einhalte. Der Beklagte kann nicht wissen, ob sich andere Mieter gegenüber dem Vermieter beschwert haben. Im Rahmen seiner Wahrheitspflicht (s. o.) kann er sich also allenfalls darüber erklären, ob er die Hausordnung eingehalten hat, zu dem Verhalten der anderen Mieter aber nichts sagen. In diesem Falle kann er sich über das klägerische Vorbringen mit Nichtwissen erklären. Die Erklärung mit Nichtwissen wird allgemein als Bestreiten mit Nichtwissen bezeichnet, obschon es sich hierbei streng genommen nicht um ein Bestreiten, sondern um die Angabe von Ungewissheit handelt. Allerdings sind die Rechtsfolgen der Erklärung mit Nichtwissen dieselben wie diejenigen eines Bestreitens: Der Sachverhalt, über den sich eine Partei zulässigerweise mit Nichtwissen erklärt hat, ist kein unstreitiges Vorbringen, so dass entweder Beweis erhoben oder nach den Regeln der Beweislast entschieden werden muss.
Für die Erklärung mit Nichtwissen bestimmt § 138 Abs. 4 ZPO, dass sich eine Partei zulässigerweise nur über solche Tatsachen mit Nichtwissen erklären darf, die weder ihre eigenen Handlungen betreffen, noch Gegenstand ihrer eigenen Wahrnehmung gewesen sind. In dem bereits erwähnten Beispiel darf sich also der im Prozess als Beklagter auftretende Mieter über die Äußerungen der anderen Mieter mit Nichtwissen erklären. Sein eigenes Verhalten muss er aber entweder zugestehen oder mit einer konkreten Behauptung (es ist unrichtig, dass der Beklagte nachts gelärmt habe, vielmehr hat er ab 22 Uhr stets vermieden, lauter als mit Zimmerlautstärke Radio zu hören oder sonst seine Mitmieter durch Lärm zu belästigen) bestreiten.
Bestreitet eine Partei dagegen unzulässigerweise mit Nichtwissen, so gilt das Vorbringen somit zwar als formal streitig und wird als solches im Urteilstatbestand auch dargestellt, jedoch wird die jeweilige Tatsache im Verfahren aufgrund der Unzulässigkeit im Rahmen der Entscheidungsfindung als unstreitig zugrunde gelegt, da sie insofern gemäß der Regelung des § 138 Abs. 3 ZPO als zugestanden angesehen wird.

## Substantiiertes Vorbringen
Der Begriff des substantiierten Vorbringens formuliert abstrakt die Frage danach, wie genau und wie detailliert eine Partei ihren Tatsachenvortrag im Einzelfall ausgestalten muss. Grundsätzlich richtet sich die Substantiierungslast nach dem Vortrag, welcher bestritten wird. Pauschales Vorbringen etwa darf der Gegner ebenfalls pauschal bestreiten. Macht die eine Seite hingegen konkrete Angaben, reicht ein pauschales Bestreiten nicht mehr aus, ein solches gilt vielmehr als Nichtbestreiten mit der Folge des § 138 III ZPO. Die andere Partei muss vielmehr ebenfalls, gemessen am Maßstab des zu bestreitenden Vortrags, konkret vortragen. Kommt sie dem nicht ausreichend nach, so stellt das Gericht diese Tatsachen im Tatbestand des Urteils gleichwohl als tatsächlich streitig dar (vgl. § 314 S. 2 ZPO), wohingegen ihr Bestreiten erst in den Entscheidungsgründen anhand von § 138 ZPO als rechtlich unerheblich gewürdigt wird.